# Масеня
Масеня е малък град в Чад. Административен център е на Шари-Багирми (регион) и на департамента Багирми.
Масеня също е бил столица на Кралство Багирми (Султанат Багирми), съществувал през годините 1522-1897.